# 사이버맨
사이버맨(Cybermen)은 영국의 SF 드라마 <닥터 후>에 나오는 종족의 이름이다. 크게 몬다스 분파와 사이버스 분파의 두 종류로 나뉘지만 이들 모두 유기체를 기계화한 종족이라는 점에서는 동일하다. 1966년, <The Tenth Planet(열 번째 행성)>이라는 시리얼에 처음 등장했으며, 가장 최근에 등장한 에피소드는 2017년 뉴 시즌 10 파이널 에피소드 World Enough and Time/The Doctor Falls이다.

## 시리즈 내에서의 역사
위에서 말했듯이 닥터후 내에서 사이버맨은 몬다스라는 이름의 행성에서 시작된 분파와 평행우주의 '사이버스 인더스트리'에서 만들어진 분파, 이렇게 두 분파가 존재한다. 뉴 시즌 5까지는 이들의 구분이 명확했으나 시즌 6부터는 어느 쪽에 속하는지 명확하지 않은 사이버맨들이 등장했으며, 11대 닥터 게임 <The Mazes of Time>에는 행성 텔로스에서 사이버스 사이버맨이 등장하는 등 두 분파의 구분이 무색해지기 시작했다. 이에 닥터후의 작가 닐 게이먼은 '몬다스 사이버맨과 사이버스 사이버맨이 접촉하여 서로의 장점을 받아들였을지도 모른다'는 가설을 제시하기도 했다. 

### 몬다스 사이버맨
몬다스(Mondas)는 지구의 쌍둥이 행성으로, 원래는 지구와 같은 궤도에 위치하고 있었다. 그러던 중 달이 지구의 주위를 돌게 되면서 몬다스와 지구의 중력 균형이 깨지게 되었고, 몬다스는 태양계 밖으로 표류하게 된다. 이에 몬다스는 점점 생존에 적합하지 않게 되었고, 결국 몬다스의 거주민들은 자신들을 기계화한다. 이것이 사이버맨의 시초다. 이후 몬다스의 에너지가 다 떨어지자 사이버맨들은 지구의 에너지를 사용할 계획을 세우지만 이는 닥터 일행에 의해 실패하고 만다. 
26세기, 이들은 수많은 은하를 상대로 사이버 전쟁을 일으킨다. 이들을 막기 위해 수많은 행성들이 연합했고, 그 중에 보가(Voga)도 있었다. 금(金)은 사이버맨의 호흡 기관을 막아 사이버맨을 질식사시키는데, 보가는 금이 아주 풍부한 환경이었고, 연합군은 보가의 금을 이용하여 사이버맨을 격퇴한다. 이후 소수의 사이버맨이 살아남아 보가를 파괴하고 다시 한 번 사이버 전쟁을 일으키려 했지만, 이 역시 닥터 일행에 의해 저지당한다.
하지만 그후로도 사이버맨은 살아남아 진화를 계속했고, <Nightmare in Silver(은빛 악몽)>에서는 소위 '업그레이드'를 통해 외부 자극에 대해 바로바로 진화하는 모습을 보이기도 한다.

### 사이버스 사이버맨
평행우주에서, '사이버스 인더스트리'의 사장 존 루믹은 병으로 죽어가던 처지에 놓여 있었다. 이에 그는 기계로 된 몸체에 사람의 뇌를 집어넣어 늙거나 죽지 않고 영원히 살아갈 수 있도록 신인류를 탄생시키는데, 이것이 바로 사이버스 사이버맨이 시초다. 이후 사이버맨은 지구의 모든 인간들을 사이버맨으로 변환시키려 했으나 닥터 일행에 의해 저지당한다. 
평행우주에서 저항군에 의해 그 존재가 위협받자, 사이버맨은 차원간의 장벽을 허물고 이쪽 우주로 넘어온다. 사이버맨이 넘어오자 인간과 사이버맨, 그리고 보이드 쉽에서 나온 달렉간에 거대한 전쟁이 벌어졌으며, 이를 카나리 워프 전투라고 한다. 카나리 워프 전투로 인해 지구가 혼란에 빠지자 닥터 일행은 토치우드의 장비를 이용하여 사이버맨과 달렉 모두를 보이드로 흡수시키고, 그렇게 사이버맨은 모두 사라진다.

## 기술

### 변환(Conversion)
사이버맨이 아닌 사람을 사이버맨으로 만드는 기술. '업그레이드(Upgrade)'라고 지칭되기도 한다.
스타 트렉에 나오는 보그 종족의 '동화(Assimilation)'와 비슷하다고 할 수 있다.
몬다스 사이버맨과 사이버스 사이버맨의 변환은 약간 다르나 인간을 사이버맨으로 만들 수 있다는 점에서는 동일하다. 인간의 신체 일부 또는 전체를 기계로 바꾸는 형식으로 진행되며, 이 과정에서 인간으로써의 감정들은 삭제된다.
사이버맷을 통해서도 간단한 변환 작업은 이뤄질 수 있으나, 이렇게 탄생한 개체는 일반 사이버맨에 비해 지적 능력이 떨어지는 편이며 사이버슬레이브(Cyber-slave)라는 이름 하에 노예 생활을 한다.
사이버마이트를 통해서도 변환 작업이 이뤄질 수 있으며, 이 경우 완전한 변환보다는 신체 일부만 금속으로 뒤덮이는 모습을 보인다. 

### 사이버맷(Cybermat)
작은 벌레처럼 생긴 금속 생명체. 몬다스 사이버맨들에 의해 만들어졌다.
작은 몸집 덕분에 사이버맨이 본격적으로 침공하기에 앞서, 몰래 침투하여 활동한다. 사람을 공격하는 것에서부터 전력을 흡수하는 등의 활동도 가능하다.
사이버맨과 마찬가지로 금에 취약하며, 재프로그램 될 경우 사이버맨에게 적대적으로 사용될 수도 있다. (실제로 <Revenge of the Cybermen>에서는 사이버맷에 금가루를 넣어 사이버맨을 공격하는가 하면, <Closing Time>에서는 닥터가 사이버맨의 동력을 흡수하는데 사용하려 했다.)

### 사이버마이트(Cybermite)
사이버맷이 조금 더 진보된 형태. 작은 진드기처럼 생긴 금속 생명체다.
마치 벌레처럼 생겼으며, 덕분에 찾아서 제거하기가 쉽지 않다. 사이버마이트만으로도 사람을 사이버맨으로 변환할 수 있으며, 사람이 아니더라도 거의 모든 종류의 유기체를 변환할 수 있다.
이렇게 변환된 사람들은 완전한 변환 과정을 거친 사이버맨은 아니고, 닥터와 같이 정신력이 강한 경우에는 어느 정도 저항할 수 있는 것으로 보인다.
사이버마이트가 금에 취약한 지는 알려져있지 않으나 사이버마이트에 의해 변환된 사이버맨의 경우 금에 취약한 모습을 보인다.

### 사이버셰이드(Cybershade)
개나 고양이와 같이 말을 하지는 못하나 명령은 알아들을 수 있는 동물들을 이용해 만든 사이버맨.
엄청난 힘과 속도를 자랑하며, 두 발로 걷지 못하는 듯 네발로 다니는 모습을 보인다.  